# طوني ريباس
طوني ريباس (بالإنجليزية: Tony Ribas)‏ (ولد في 13 يونيو 1975) هو ممثل ومخرج إباحي إسباني. في عام 2010 تم إدخاله في قاعة مشاهير أ في أن . أصبح شخصية قيادية في صناعة الإباحية. 

## مشواره الفني
بدأ ريباس التمثيل في الإباحية في عام 1994. عمل مع برازرز وأدى 79 مقطع فيديو . قام بأداء حوالي 1300 مقطع فيديو في حياته الإباحية. 

## حياته الشخصية
تزوج توني ريباس مرتين. أولا ، كان متزوجا من الممثلة الإباحية صوفي إيفانز لكن الزوجين انفصلا. وبعدها تزوج من الممثلة الإباحية آسا أكيرا. [3]

## روابط خارجية
- طوني ريباس على موقع IMDb (الإنجليزية)
- طوني ريباس على موقع قاعدة بيانات الفيلم (الإنجليزية)
- طوني ريباس على موقع كينوبويسك (الروسية)